# Maximilian Feldmann
Maximilian Feldmann (* 1985 in Ost-Berlin) ist ein deutscher Regisseur und Filmemacher. 
Feldmann studierte Dokumentarfilm an der Filmakademie Baden-Württemberg. Dabei entstand Caracas, ein eindringliches Bild unserer Gesellschaft, über (seine eigene) Depression, der bereits 2013 auf dem Dok Leipzig lief.
Sein Abschlussfilm Valentina, einem Porträt einer jungen Mazedonierin, feierte seine Premiere auf der 66. Berlinale 2016 (Format Perspektive Deutsches Kino), erlangte internationale Beachtung, Auszeichnungen wie den Michael-Ballhaus-Preis (First Steps), "Bester Dokumentarfilm" Filmschau Baden-Württemberg, Filmfest Poitier (Spezial Preis der Jury, Publikums Preis und Amnesty International Frankreich Preis), DokumentART (Preis des Studentenwerks Greifswald), sowie den Offenburg Shorts und wurde nominiert für den Deutschen Menschenrechts-Filmpreis. 
In der Presse wurde der Film als einer unter den 15 Highlights der 66. Berlinale 2016 (Spiegel Online) gefeiert. Auf ihrer Internetseite berichten die Filmschaffenden, wie es mit den Protagonisten nach dem Film weitergeht. Für Feldmann war klar, dass er mit der Filmarbeit auch Verantwortung übernimmt. (Deutschlandfunk)

## Filmografie
- 2015/2016 Valentina(Regie, Drehbuch, Producer)[6] mit Kamerafrau Luise Schröder[7]
- 2015 Zeige deine Wunde[8]
- 2013 Caracas (Regie, Drehbuch)
- 2009 §129b
- 2009 Kindeseile
- 2008 Fräulein Schmidtmeyer (Regie, Drehbuch)
- 2008 Perceptio (Kamera)